# 辜朝明
辜朝明（英語：Richard C. Koo，1954年—），生於日本神戶，為鹿港辜家成員之一，辜寬敏之長子。台灣裔美國籍經濟學家，現任野村综合研究所主席研究員、早稻田大學兼任教授。

## 生平
辜朝明生於神戶，在日本長大。1972-1976年就讀美國加州大學柏克萊分校；1977-1981年就讀约翰·霍普金斯大学。1981年，進入紐約聯邦準備銀行工作。

## 家庭背景
鹿港辜家成員之一，父親為台灣獨立運動參與者辜寬敏，其母蔡國儀，同母弟辜英明。
其餘家族成員：
- 兄弟：辜英明、清水千里、辜為明
- 祖父：辜顯榮
- 伯父：辜岳甫、辜振甫、辜偉甫、辜京生
- 堂兄弟：辜濂松、辜啟允、辜成允
- 堂侄：辜仲諒、辜仲瑩、辜仲立、辜公怡、辜公愷

妻子Chyen-Mei，兩人生有一子一女：Jackie、Rickie。

## 學術貢獻
根據對美國經濟大蕭條時期與日本經濟長期衰退的研究，他曾提出資產負債表衰退（Balance sheet recession）的理論。